# Vicente Requeno
Vicente Requeno y Vives, né le 4 juillet 1743 à Calatorao (Espagne) et décédé le 16 février 1811 à Tivoli (Italie), est un frère jésuite, archéologue, musicologue, historien de l'art, littérateur et numismate espagnol.

## Biographie
Né le 4 juillet 1743 à Calatorao, dans l’Aragon, Vicente Requeno y Vives a déjà étudié la rhétorique et fait une année de philosophie lorsqu'il entre (à quatorze ans) au noviciat de la Compagnie de Jésus (2 septembre 1557).
Lorsque la Compagnie de Jésus est expulsée d'Espagne (1767), Vicente était en deuxième année d'études théologiques. Avec ses confrères il part en exil: en Corse d'abord puis à Ferrare. Lorsque la Compagnie de Jésus est supprimée universellement (1773) il s’établit à Bologne, où il vit de 1773 à 1798.
Les guerres napoléoniennes en Italie le conduisent à rentrer en Espagne, à Saragosse. Il y participe très activement aux travaux de la Real Sociedad Económica Aragonesa de Amigos del País (Société royale économique aragonaise des amis du pays), où il réorganise le Musée numismatique et le Cabinet d'histoire naturelle.
De nouveau contraint à l'exil en Italie Vicente Requeno réintègre la Compagnie de Jésus nouvellement rétablie dans certaines régions d'Italie en 1804, grâce à son ami le saint père Joseph Pignatelli. Il est à Rome (1801-1804), à Naples (1804-1806), à nouveau à Rome (1806-1807) et passe les cinq dernières années à Tivoli (1807-1811), où il meurt.

## Écrits

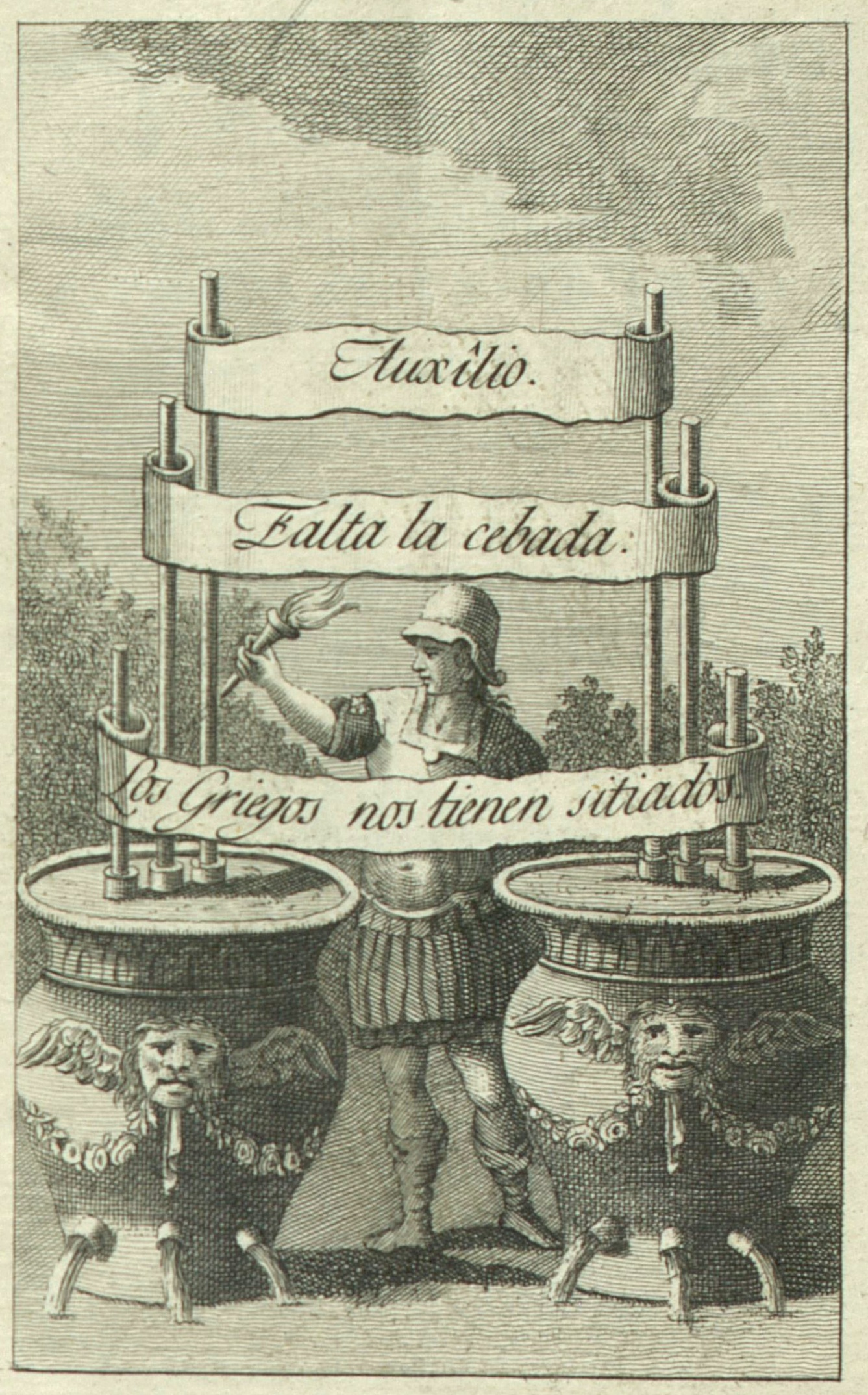
Principios, progresos, perfección, pérdida y restablecimiento del antiguo arte de hablar desde lejos en la Guerra escrito en italiano por el Señor Abate Requeno... y traducido al castellano por Don Salvador Ximenez Coronado, en Madrid, en la imprenta de la viuda de Ibarra, 1795

Outre un ouvrage ascétique (Esercizj spirituali, Rome, 1804), on a du P. Requeno :
- Saggio sul ristabilimento dell’antica arte de’ greci e de’ romani pittori (Essai sur la restauration de l'art ancien des peintres grecs et romains), Venise, 1784, in-4°. Requeno essaie de rétablir le système musical gréco-latin[6].
- Principi, progressi, perfezione, perdita et ristabilimento dell’antica arte di parlare da lungi in guerra (Principes, progrès, perfection, perte et restauration de l'art ancien de parler à distance à la guerre), Turin, 1790, in-8° ; à la suite de ses nombreuses lectures d'auteurs gréco-latins, Requeno écrit un traité sur la manière dont les anciens communiquaient sur de longues distances, notamment les armées en temps de guerre[6].
- Scoperta della chironomia, ossia dell’arte di gestire colle mani (Découverte de la chironomie, l'art de manipuler avec ses mains), Parme, 1797, in-8°. Le fruit de son travail sur la collection de la Sociedad Económica Aragonesa, c'est un livre numismatique documenté dans lequel il décrit 19 pièces inédites[6].
- Saggi sul ristabilimento dell’arte di dipingere all’encausto degli antichi, ibid., 1798, 2 vol. in-8°. Caylus s’était occupé le premier avec succès de la recherche des procédés qu’employaient les anciens pour peindre à l’encaustique. Il faut joindre aux deux volumes qu’on vient d’indiquer un Appendice, Rome, 1806, in-8°.
- Saggio sul ristabilimento dell’arte armonica de greci e romani cantori, ibid., 1798, 2 vol. in-8° ;
- Medallas ineditas antiguas existentes en el museo de la real sociedad Aragonesa, Saragosse, 1800, in-4°, imprimé aux frais de l’académie. Cet ouvrage est divisé en deux parties, dont la première contient des remarques sur des explications données par quelques numismates et de nouvelles conjectures sur diverses médailles.
- Tamburo, stromento di prima necessità per regolamento delle truppe, perfezionato, Rome, 1807, in-8°. L’auteur y présente les moyens de changer le bruit du tambour en sons harmonieux et propres à se marier avec la voix (voy. le Magasin encyclopédique, 1807, t. 5, p. 185).
- Osservazioni sulla chirotipografia ossia antica arte di stampare a mano, Rome, 1810, in- 12 ; il y a des exemplaires sur vélin. Dans cet opuscule, le P. Requeno cherche à prouver que l’imprimerie était connue et pratiquée bien avant le 15e siècle, quoiqu’elle n’eût pas atteint la perfection à laquelle l’ont portée Gutenberg et Schoeffer.